# Calliodentalium semitracheatum
Calliodentalium semitracheatum är en blötdjursart som först beskrevs av Charles Hercules Boissevain 1906.  Calliodentalium semitracheatum ingår i släktet Calliodentalium och familjen Calliodentalium. Inga underarter finns listade i Catalogue of Life.